# Ekonomiprogrammet
Ekonomiprogrammet är en treårig utbildning inom gymnasieskolan i Sverige. Det är ett nytt program i läroplanen Gy 2011; tidigare var ekonomi en inriktning inom samhällsvetenskapsprogrammet. Programmet är högskoleförberedande.

## Innehåll efter GY11
Samtliga elever på Ekonomiprogrammet läser, utöver kärnämneskurserna och gymnasiearbetet:
- Matematik 1b, 100 p
- Matematik 2b, 100 p
- Naturkunskap 1b, 100 p
- Företagsekonomi 1, 100 p
- Privatjuridik, 100 p
- Psykologi 1, 50 p
- Engelska 5, 100 p
- Engelska 6, 100 p
- Svenska 1, 100 p
- Svenska 2, 100 p
- Svenska 3, 100 p
- Moderna språk, 100 p
- Historia 1b, 100 p
- Samhällskunskap 1b, 100 p
- Samhällskunskap 2, 100 p
- Religionskunskap 1, 50 p
- Idrott och hälsa 1, 100 p
- Gymnasiearbete, 100 p

## Inriktningar

### Ekonomi
- Matematik 3b, 100 p
- Företagsekonomi 2, 100 p
- Entreprenörskap och företagande, 100 p

### Juridik
- Filosofi 1, 50 p
- Affärsjuridik, 100 p
- Rätten och samhället, 100 p
- Psykologi 2, 50 p